# مائورو فیوره
مائورو فیوره (به انگلیسی: Mauro Fiore؛ زادهٔ ۱۵ دسامبر ۱۹۶۴) فیلم‌بردار اهل ایتالیا است. وی از سال ۱۹۸۶ میلادی تاکنون مشغول فعالیت بوده‌است.
وی یک بار برندهٔ جایزهٔ اسکار بهترین فیلم‌برداری شده‌است.

## فیلم‌شناسی
| سال  | نام                            | کارگردان            | سمت       |
| ۲۰۰۰ | کارتر را بگیرید                | استیون کی           | فیلم‌بردار |
| ۲۰۰۰ | ارواح گمشده                    | یانوش کامینسکی      | فیلم‌بردار |
| ۲۰۰۱ | مرکز جهان                      | وین وانگ            | فیلم‌بردار |
| ۲۰۰۱ | روز تعلیم                      | آنتوان فوکوآ        | فیلم‌بردار |
| ۲۰۰۱ | رانده شده                      | رنی هارلین          | فیلم‌بردار |
| ۲۰۰۲ | بزرگراه                        | جیمز کاکس           | فیلم‌بردار |
| ۲۰۰۳ | اشک‌های خورشید                  | آنتوان فوکوآ        | فیلم‌بردار |
| ۲۰۰۵ | جزیره                          | مایکل بی            | فیلم‌بردار |
| ۲۰۰۷ | آس‌های دودی                     | جو کارنهان          | فیلم‌بردار |
| ۲۰۰۹ | آواتار                         | جیمز کامرون         | فیلم‌بردار |
| ۲۰۱۰ | تیم آ                          | جو کارنهان          | فیلم‌بردار |
| ۲۰۱۱ | فولاد ناب                      | شاون لوی            | فیلم‌بردار |
| ۲۰۱۳ | رانر رانر                      | برد فرمن            | فیلم‌بردار |
| ۲۰۱۴ | برابر ساز                      | آنتوان فوکوآ        | فیلم‌بردار |
| ۲۰۱۵ | چپ دست                         | آنتوان فوکوآ        | فیلم‌بردار |
| ۲۰۱۶ | هفت دلاور                      | آنتوان فوکوآ        | فیلم‌بردار |
| ۲۰۱۹ | دارک فینیکس                    | سیمون کینبرگ        | فیلم‌بردار |
| ۲۰۱۹ | موصل                           | ماتیو مایکل کارنهان | فیلم‌بردار |
| ۲۰۲۱ | مرد عنکبوتی: راهی به خانه نیست | جان واتس            | فیلم‌بردار |
| ۲۰۲۱ | بی نهایت                       | آنتوان فوکوآ        | فیلم‌بردار |
| ۲۰۲۳ | یک آدم خوب                     | زک برف              | فیلم‌بردار |
| ۲۰۲۴ | مادام وب                       | اس. جی. کلارکسون    | فیلم‌بردار |
| ۲۰۲۴ | قاتل                           | جان وو              | فیلم‌بردار |
| ۲۰۲۹ | آواتار ۴                       | جیمز کامرون         | فیلم‌بردار |
| ---- | ------------------------------ | ------------------- | --------- |